# Калот цейлонський
{{#ifeq:0|0|{{#if:|{{#if:Calotesceylonensis|[[]}}|}}}}
Калот цейлонський (Calotes ceylonensis) — представник роду Калотів з родини Агамових. Місцева назва «Thola-wisithuru Katussa».	

## Опис
Загальна довжина сягає 40 см. Забарвлення мінливе від сірувато-коричневого до світло-синій або темно-коричневого кольору, задня частина голови і передньої частини спини блідо-коричневі з більш-менш чіткими темними плямами. Від верхньої губи до вуха, боків шиї і грудей тягнеться тонка смуга білого або чорного кольору. З боків сіруватий або червонуватий. Черево світло-коричневого забарвлення з більш-менш чіткими смугами.
Голова витягнута, лоб увігнутий; щоки опуклі, вище барабанної порожнини є два рядки добре виражених шипів. Є розвинений потиличної гребінь, який складається з 10—12 шипів. Тулуб стиснутий з боків. Кінцівки помірної довжини, четвертий палець помітно довше третього; задні кінцівки досягає барабанної порожнини. Хвіст довгий й тонкий. 

## Спосіб життя
Полюбляє вічнозелені мусонні ліси, плантації і домашні сади. Зустрічається до висоти 400 м над рівнем моря. Живе здебільшого на деревах. Активний вдень. Харчується метеликами, бджолами. Природними ворогами цієї ящірки є деревні змії Colubrid, птахи-носороги і ціветти. Коли з'являється небезпека ця ящірка раптом піднімається на дерево 15 м заввишки і потім зісковзує до іншого дерева. 
Це яйцекладна ящірка. Самиця у серпні-жовтні викопує яму в землі, куди відкладає 4–12 яєць розміром 13,5–17,1 мм завдовжки й 7,8–8,9 мм завширшки. дитинчата з'являються з листопада по грудень. 

## Розповсюдження
Це ендемік о. Шрі-Ланка.